# Bundibugyo
Bundibugyo est une ville de l'ouest de l'Ouganda, capitale du district de Bundibugyo.

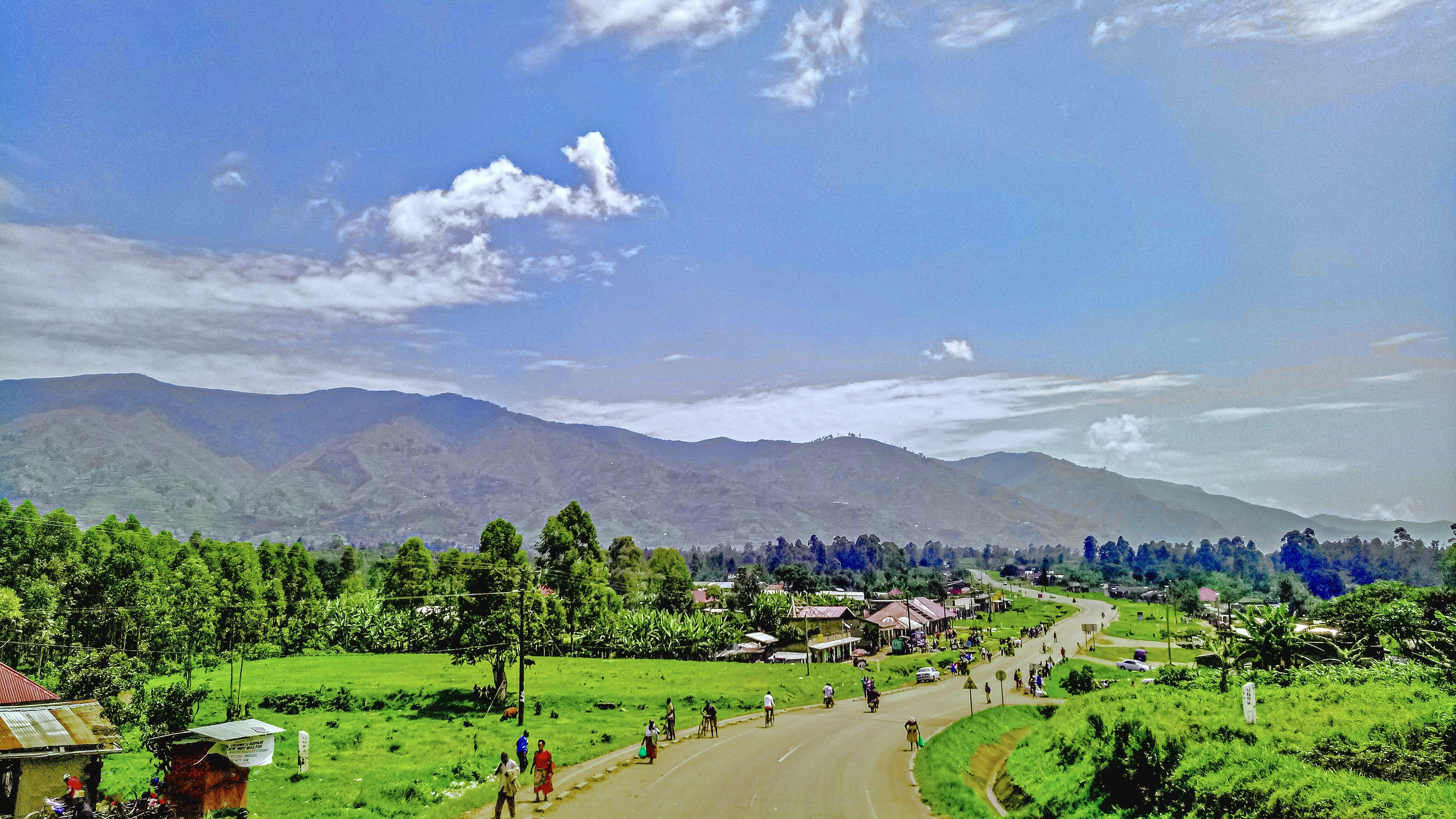
La route de Bundibugyo, avec les monts Rwenzori à l'arrière-plan (2019).

## Crédit
- (en) Cet article est partiellement ou en totalité issu de l’article de Wikipédia en anglais intitulé « Bundibugyo » (voir la liste des auteurs).